# BET Networks
BET Networks es una empresa estadounidense de entretenimiento que supervisa los canales de televisión por cable premium de la empresa, incluido su servicio principal BET. Es una subsidiaria del conglomerado de medios Paramount Global bajo su unidad de redes.

## Historia

### Antes de la fundación de la compañía
En 1980, Robert L. Johnson , quien dejó su puesto como cabildero del cable; estableció su propia red de cable llamada Black Entertainment Television; y originalmente era un bloque en Madison Square Garden Sports Network (más tarde rebautizado como USA Network), hasta que se convirtió en un canal separado en 1983.
En 1991, la red se convirtió en la primera compañía de televisión controlada por negros en cotizar en la Bolsa de Valores de Nueva York.
A partir de fines de la década de 1990, la red se expandió con el lanzamiento de redes de cable digital : BET on Jazz (más tarde conocida como BET Jazz. BET J, Centric y BET Her), creada originalmente para exhibir programación relacionada con la música jazz, especialmente la de músicos negros de jazz; en 1998, entró en una empresa conjunta con Starz (entonces propiedad de Liberty Media de John Malone) para lanzar un servicio multiplex del canal premium con películas afroamericanas llamado BET Movies: Starz! 3 (más tarde rebautizado como Black Starz después de que BET abandonara la empresa tras su compra por parte de Viacom, entonces propietario de Showtime , rival de Starz, y ahora conocido como Starz InBlack).

### Creación
En 2000, Viacom anunció planes para comprar BET Holdings Inc. por más de 2300 millones de dólares. El trato se cerró en 2001, con las redes de BET Holdings convirtiéndose en parte de MTV Networks; pero finalmente se colocó bajo BET Networks.
En 2005, Robert Johnson se retiró como director ejecutivo y fue reemplazado por Debra L. Lee. Casi al mismo tiempo, Viacom estaba considerando dividirse en dos entidades luego de múltiples problemas relacionados con la empresa; que finalmente se confirmó en enero de 2006, con la creación del nuevo Viacom como el nuevo padre de MTV Networks, BET Networks, Paramount Pictures y Famous Music (luego vendido a Sony Music en 2007); y CBS Corporation (el sucesor legal del Viacom original), obteniendo CBS , Paramount Television , UPN , CBS Radio y Paramount Parks (luego vendida a Cedar Fair 2007).
Para 2007, la red había lanzado dos redes más orientadas a la música, BET Hip-Hop y BET Gospel. BET también lanzó un lote de programación original en ese momento, incluidos los programas de telerrealidad Baldwin Hills y Hell Date , el programa de competencia Sunday Best y el programa de debate estilo ayuntamiento Hip Hop vs. America. El presidente de entretenimiento de BET, Reginald Hudlin , renunció a la red el 11 de septiembre de 2008. Luego fue reemplazado por Stephen Hill, quien también es vicepresidente ejecutivo de programación musical y talento.  BET anunció en marzo de 2010 que Ed Gordon volvería a la red para presentar "una variedad de programas de noticias y especiales".
En 2015, obtuvo el control editorial de VH1 Soul y MTV Jams respectivamente, renombrándolo bajo la marca BET, mientras restaba importancia a la música hip-hop moderna en BET Hip-Hop debido al control de MTV Jams, convirtiéndose efectivamente en un archivo de música Hip-Hop. canal.
En marzo de 2017, el presidente de programación Stephen Hill y la vicepresidenta ejecutiva de programación original, Zola Mashariki, renunciaron. Connie Orlando, vicepresidenta sénior de Especiales, Programación Musical y Noticias, fue nombrada presidenta interina de programación.
En julio de 2017, Viacom firmó nuevos acuerdos de desarrollo de cine y televisión con Tyler Perry tras la expiración de su pacto existente con Discovery, Inc. en 2019. Como parte de este acuerdo, Perry produciría The Oval and Sistas para BET y sería copropietario del servicio de transmisión recientemente lanzado de la red, BET+.

## Canales de BET Networks
- BET (1980)
- BET Her (1996)
- BET Gospel (2002)
- BET Hip-Hop (2002)
- BET Jams (2002) - antes MTV Jams
- BET Soul (1998)  -  antes conocido como VH1 Soul